# Giovanni Bonanno
Giovanni Bonanno (ur. 9 września 1968 w Rzymie) – włoski kierowca wyścigowy.

## Kariera
Bonanno rozpoczął karierę w wyścigach samochodowych w 1987 roku od startów we  Włoskiej Formule 3, gdzie raz stanął na podium. Z dorobkiem czterech punktów uplasował się na piętnastej pozycji w klasyfikacji generalnej. Dwa lata później w tej samej serii był szósty. W późniejszych latach pojawiał się także w stawce Grand Prix Monako Formuły 3, Europejskiego Pucharu Formuły 3, Formuły 3000 oraz Italian Super Touring Car Championship.
W Formule 3000 Włoch startował w latach 1990-1992. Jednak w żadnym z szesnastu wyścigów, w których startował, nie zdołał zdobyć punktów.